# توم والاس
توم والاس (بالإنجليزية: Tom Wallace)‏ هو سياسي أسترالي، ولد في 1 مارس 1936. انتخب عضو الجمعية التشريعية فيكتوريا.